# Michael
Michael je moško osebno ime.

## Izvor imena
Ime Michael je različica moškega osebnega imena Mihael.

## Tujejezikovne različice imena
- pri Angležih: Michael, skrajšano: Mike, Mikey, Mick
- pri Čehih: Michal, Michael
- pri Nizozemcih: Michaël

## Pogostost imena
Po podatkih Statističnega urada Republike Slovenije je bilo na dan 31. decembra 2007 v Sloveniji število moških oseb z imenom Michael: 115.

## Osebni praznik
Osebe z imenom Michael lahko godujejo takrat kot osebe z imenom Mihael.